# Acanthogilia gloriosa
Acanthogilia gloriosa Juss. ex Lam. – gatunek roślin z monotypowego rodzaju Acanthogilia z rodziny wielosiłowatych Polemoniaceae. Rośliny te występują w północno-zachodnim Meksyku, w ciernistych zaroślach na terenach pustynnych w północnej części Półwyspu Kalifornijskiego.

## Morfologia
PokrójKolczaste krzewy, z pędami zróżnicowanymi na krótko- i długopędy.
LiścieTrwałe, zróżnicowane (dimorficzne) – skrętoległe na długopędach są kolczaste i pierzaste, skupione w pęczkach na krótkopędach są równowąskie, owłosione gruczołowato.
KwiatyWyrastają skupione po 1–3 w kątach liści. Kielich złożony z 5 działek błoniasto połączonych w rurkę. Płatków korony jest 5, zrośniętych na znacznej długości w rurkę, na końcach z wolnymi łatkami. Pręciki wystają z rurki korony, ich nitki są nagie i przyrośnięte do płatków w połowie rurki.
OwoceTorebki otwierające się komorowo i przegrodowo, zawierające po 1–6 nasion w każdej z komór. Nasiona są płaskie i oskrzydlone.

## Systematyka
Gatunek należy do monotypowego rodzaju Acanthogilia z rodziny wielosiłowatych Polemoniaceae. Rodzaj ten tworzy także monotypową jedną z trzech podrodzin wyróżnianych w obrębie wielosiłowatych – Acanthogilioideae J.M. Porter and L.A. Johnson (2000). 